# Heinrich Agathon Bernstein
Heinrich Agathon Bernstein (* 22. September 1828 in Breslau; † 18. April 1865 auf Salawati) war ein deutscher Ornithologe, Naturforscher und Vogelsammler.

## Leben und Wirken
Bernstein war der Sohn eines Arztes und Orientalisten. Nach dem Studium der Medizin und Naturwissenschaften wurde er 1854 Direktor eines Sanatoriums in Gadok auf Java. In dieser Zeit studierte er die javanische Avifauna und verfasste Beiträge zu etwa 70 Arten. Durch Untersuchungen der Speicheldrüsen der Salanganen konnte er erstmals den Nachweis erbringen, aus welchem Material die essbaren Schwalbennester errichtet werden. Zwischen 1859 und 1864 verfasste er im Journal für Ornithologie wichtige Beiträge über Vogeleier und Vogelnester. 1859 wurde Hermann Schlegel, damaliger Direktor des Naturhistorischen Museums in Leiden, auf Bernstein aufmerksam. Im Auftrag der niederländischen Regierung reiste er zu zoogeografischen Expeditionen nach Neuguinea. Bernstein wählte Ternate als Stützpunkt und zwischen 1861 und 1863 erforschte er viele Inseln der nördlichen Molukken. 1864 segelte er erneut nach Neuguinea, um Paradiesvögel zu sammeln. Im Januar 1865 wurde er jedoch in blutige Kämpfe mit den Eingeborenen verstrickt und musste sich aus dem Land zurückziehen. Bald darauf erkrankte er an einer Tropenkrankheit, an der er im April 1865 verstarb. Dem Museum in Leiden hinterließ Bernstein ungefähr 2000 Vogelbälge. 1861 erhielt Bernstein eine Ehrenmitgliedschaft in der Deutschen Ornithologen-Gesellschaft. Weiterhin war er seit 1854 Mitglied in der Leopoldina. Zu den von Bernstein beschriebenen Tiertaxa zählt die Ameisenart Odontomachus macrorhynchus von der Insel Java.

## Nach Bernstein benannte Taxa
Nach Bernstein sind unter anderem folgende Vogelarten benannt: die Bernsteinseeschwalbe (Thalasseus bernsteini), das Sulahuhn (Megapodius bernsteinii), die Scharlachbrust-Fruchttaube (Ptilinopus bernsteinii) und der Bernsteinkuckuck (Centropus bernsteini).